# مجتذرة
مجتذرة أو برادي رايزوبيوم (الاسم العلمي: Bradyrhizobium) هي جنس من بكتيريا التربة، سلبية الغرام، تتبع فصيلة المجتذرات. العديد منها تثبت النيتروجين، والذي يُعد جزءًا مهمًا من دورة النيتروجين. لا تستطيع النباتات استعمال النيتروجين الجوي (N2)، لذلك عليها استعمال مركبات النتروجين مثل النترات.